# Kévin Sepúlveda
Kévin Sebastián Sepúlveda Hernández (Salamina, 31 juli 1993) is een Colombiaans wielrenner die anno 2017 rijdt voor Massi-Kuwait Cycling Project.

## Carrière
In 2016 won Sepúlveda de eerste etappe van de Ronde van Venezuela, waar hij Orluis Aular en Jonathan Monsalve achter zich liet in de massasprint. De leiderstrui die hij daaraan overhield raakte hij een dag later kwijt aan Monsalve. Na in de overige negen etappes nog viermaal bij de beste tien renners te zijn geëindigd stond de Colombiaan op de negende plaats in het eindklassement.
In 2017 nam Sepúlveda deel aan de Vuelta a la Independencia Nacional, waar hij dankzij winst in de vierde etappe de leiderstrui overnam van Augusto Sánchez. Een dag later veroverde Ismael Sánchez de leiding in het algemeen klassement. In het eindklassement stond Sepúlveda, met een achterstand van drie minuten op Ismael Sánchez, op de vijfde plek.

## Overwinningen
2016
1e etappe Ronde van Venezuela
2017
4e etappe Vuelta a la Independencia Nacional

## Ploegen
- 2017 –  Massi-Kuwait Cycling Project